# Nekropole von Is Loccis-Santus

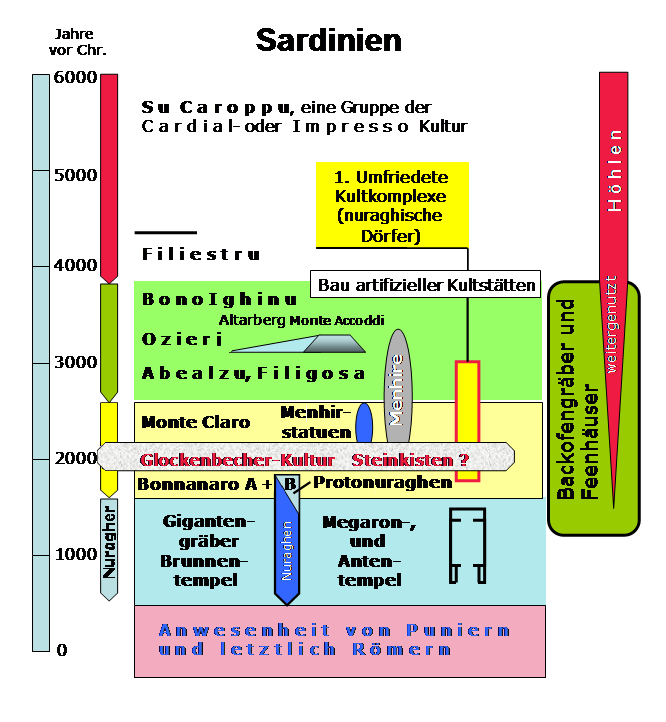
Kulturenabfolge

Die Nekropole von Is Loccis-Santus liegt südlich von Is Urigus, nordwestlich von San Giovanni Suergiu in der Provinz Sulcis Iglesiente auf Sardinien.

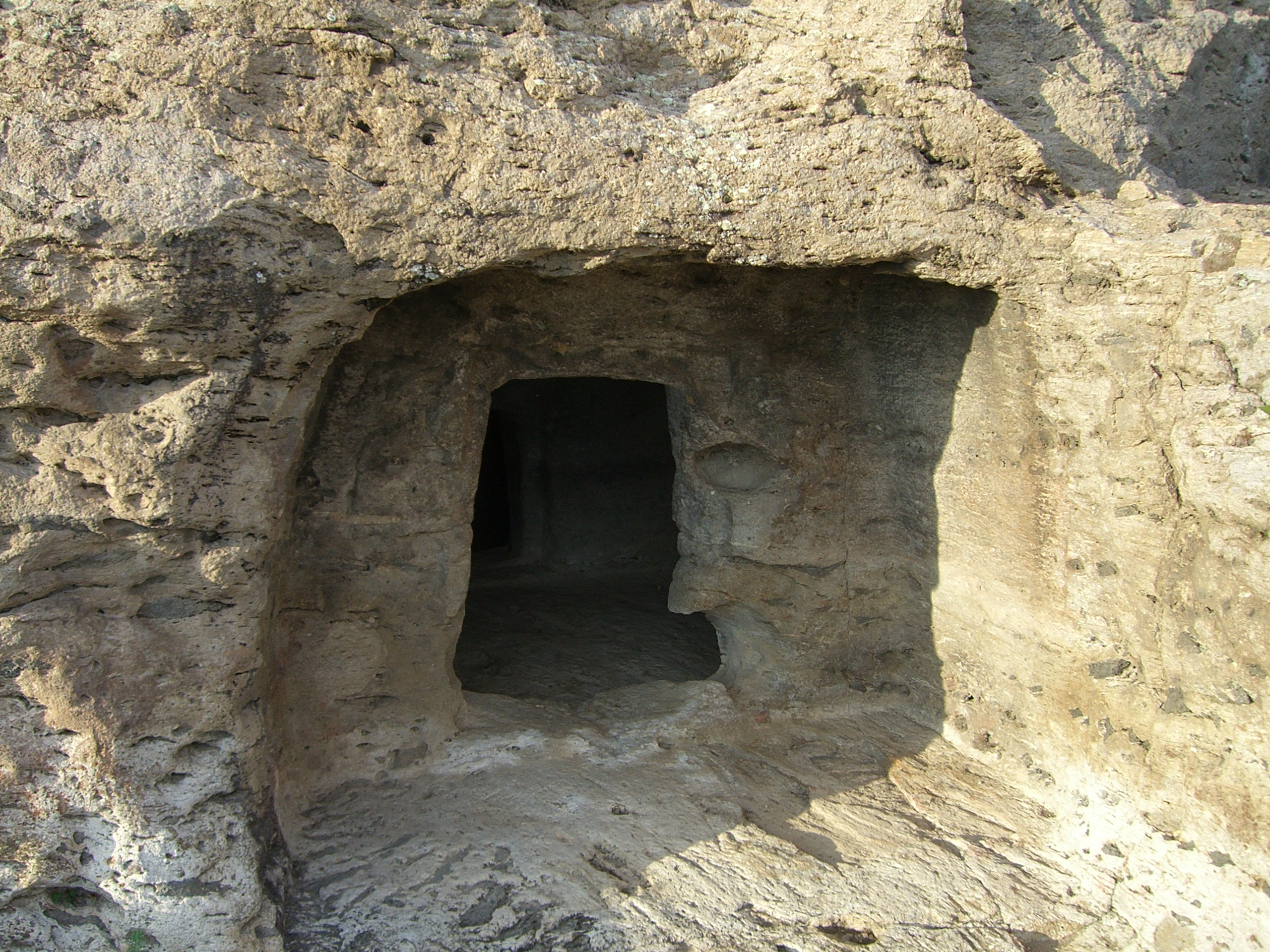
Is Loccis Santus

Die aus 13 Domus de Janas bestehende Nekropole aus dem 3. Jahrtausend v. Chr. wurde bis in die frühen Jahrhunderte des 2. Jahrtausends v. Chr. genutzt. Die Artefakte in den Gräbern bestehen aus Keramik und Grabbeigaben der aufeinander folgenden Ozieri-, Abealzu-Filigosa-, Monte-Claro, Glockenbecher- und Bonnanaro-Kultur. Sie sind im Villa Sulcis-Museum von Carbonia ausgestellt.
Auf dem Hügel auf dem sich die Nekropole befindet, liegt auch eine Nuraghe.